# يفرن
يفرن (باللغات الأمازيغية: ⵢⴼⵔⵏ) هي مدينة ليبية تقع في أعالي جبل نفوسة على بعد 120 كم جنوب العاصمة طرابلس ، وهي ثاني اكبر مدن الجبل من حيث المساحة و السكان بعد مدينة غريان يحدها من الشمال سهل الجفارة ومن الجنوب الحمادة الحمراء ومن الشرق ككلة ومن الغرب الرياينة .

## التسمية
كلمة يفرن كلمة أمازيغية وأصلها «إفران»، ومعناها بالأمازيغية «الكهوف» وقد يكون هذا لكثرة الكهوف بالمنطقة أو لعلها نسبة إلى بني يفرن الذين سكنوها.[بحاجة لمصدر]

## تاريخ
تعتبر يفرن من أهم مدن جبل نفوسة وهي أكبر مدينة في الجبل من ناحية الحجم والسكان، كانت مدينة يفرن مقرا للمجاهدين ضد الطليان إذ اتخذها المجاهد سليمان الباروني مقرا له واتخذها عاصمة لأول حكومة مستقلة في العصر الحديث عام 1912 وقد كانت يفرن قبل ذلك مقر متصرفية الجبل أيام الدولة العثمانية حيث كان هناك خمس متصرفيات في (ليبيا: هي طرابلس يفرن والخمس وفزان وبنغازي).

## السكان
يتكلم حوالي نصف سكان المنطقة الأمازيغية ما عدا القبائل العربية مثل أولاد عطية والمساعيد وأولاد يحيى وأولاد محمود والخضارة والرومية والغنائمة وقبائل مستعربة مثل البراهمة والزرقان مع إتقان كل أهالي يفرن التكلم بالعربية.

## السياحة
يوجد بيفرن فندق سياحي في موقع ممتاز وبه مطعم ممتاز ومقهى. أيضا يوجد عدة مقاهي ومطاعم وأماكن أثرية وطبيعية جديرة بالزيارة مثل الأثر الروماني (قصبة صفيت) والقرية الأثرية بتقربست وقصر ماجر بتاغمة والقرية الأثرية بالقصير والجوامع القديمة مثل تيواتريوين وجامع الشيخ عامر الشماخي الذي بني حوالي سنة 165 هجري وكذلك القلعة الوادي وتامديت التي تشتهر بمياه الطبيعية من الجبل وبكثرة نخيلها وقمة تاملولت وثاكلة العرسان والظاهر والرومية وكذالك بيت إسليين التراثي الذي يزيد عمره عن 200 سنة، بالإضافة إلى المدينة الأثرية القديمة بأم الجرسان والتي أغلبها موجودة تحت الأرض والتي بنيت منذ أكثر من 200 سنة.ولكن تضررت بعض هذه المناطق نتيجة القذائف العشوائية سنة 2011 .

## أعلام من المدينة
- أبو ساكن عامر بن علي بن يسفاو الشماخى الذي عاش من 700 إلى 792 هـ
- المؤرخ أبو العباس بدرالدين أحمد بن سعيد الشماخي الذي توفي في 928 هـ.